# Freedom of the Press
     Non libera
     Semi-libera
     Libera
     Non libera
     Semi-libera
     Libera

Classificazione dei paesi per libertà di stampa (edizione 2015, relativa all'anno 2014)
Non libera
Semi-libera
Libera

Classificazione dei paesi per libertà di stampa dal 1989 al 2015, in percentuale.
Non libera
Semi-libera
Libera

Il Freedom of the Press (in inglese: «libertà della stampa») è un rapporto pubblicato annualmente a partire dal 1980 dalla Freedom House, una organizzazione non governativa statunitense, con lo scopo di misurare il livello di libertà e indipendenza dei media (stampa, trasmissioni radio e televisive, media digitali) che raggiunge 199 Paesi e territori nel mondo. 
I gradi di libertà vengono inseriti in una scala da 1 (per i paesi più liberi) a 100 (per quelli meno liberi). In funzione dei risultati, le nazioni vengono quindi classificate in "Libere" (punteggio da 0 a 30), "Semi-libere" (da 31 a 60) o "Non libere" (da 61 a 100). I punteggi vengono assegnati sulla base di 23 domande tese a valutare il contesto legale, politico ed economico in cui i media operano.

## Edizione 2012
Il rapporto Freedom of the Press 2012 considera gli eventi avvenuti fra il 1º gennaio 2011 e il 31 dicembre 2011.

### America
| Nazione                   | Classifica | Punteggio | Status      |
| ------------------------- | ---------- | --------- | ----------- |
| Saint Lucia               | 1          | 15        | Libera      |
| Saint Vincent e Grenadine | 2          | 17        | Libera      |
| Giamaica                  | 3          | 18        | Libera      |
| Stati Uniti               | 3          | 18        | Libera      |
| Barbados                  | 5          | 19        | Libera      |
| Canada                    | 5          | 19        | Libera      |
| Costa Rica                | 5          | 19        | Libera      |
| Bahamas                   | 8          | 20        | Libera      |
| Saint Kitts e Nevis       | 8          | 20        | Libera      |
| Belize                    | 10         | 21        | Libera      |
| Dominica                  | 11         | 23        | Libera      |
| Suriname                  | 11         | 23        | Libera      |
| Grenada                   | 13         | 24        | Libera      |
| Trinidad e Tobago         | 14         | 25        | Libera      |
| Uruguay                   | 15         | 26        | Libera      |
| Cile                      | 16         | 31        | Libera      |
| Guyana                    | 17         | 33        | Semi-Libera |
| Antigua e Barbuda         | 18         | 38        | Semi-Libera |
| El Salvador               | 19         | 40        | Semi-Libera |
| Rep. Dominicana           | 20         | 41        | Semi-Libera |
| Brasile                   | 21         | 44        | Semi-Libera |
| Perù                      | 21         | 44        | Semi-Libera |
| Panama                    | 23         | 46        | Semi-Libera |
| Bolivia                   | 24         | 47        | Semi-Libera |
| Nicaragua                 | 25         | 49        | Semi-Libera |
| Argentina                 | 26         | 50        | Semi-Libera |
| Haiti                     | 26         | 50        | Semi-Libera |
| Colombia                  | 28         | 55        | Semi-Libera |
| Ecuador                   | 29         | 58        | Semi-Libera |
| Guatemala                 | 30         | 60        | Semi-Libera |
| Paraguay                  | 30         | 60        | Semi-Libera |
| Honduras                  | 32         | 62        | Non Libera  |
| Messico                   | 32         | 62        | Non Libera  |
| Venezuela                 | 34         | 76        | Non Libera  |
| Cuba                      | 35         | 91        | Non Libera  |

### Europa Occidentale
| Nazione       | Classifica | Punteggio | Status      |
| ------------- | ---------- | --------- | ----------- |
| Finlandia     | 1          | 10        | Libera      |
| Norvegia      | 1          | 10        | Libera      |
| Svezia        | 1          | 10        | Libera      |
| Belgio        | 4          | 11        | Libera      |
| Danimarca     | 5          | 12        | Libera      |
| Lussemburgo   | 5          | 12        | Libera      |
| Paesi Bassi   | 5          | 12        | Libera      |
| Svizzera      | 5          | 12        | Libera      |
| Andorra       | 9          | 13        | Libera      |
| Islanda       | 10         | 14        | Libera      |
| Liechtenstein | 10         | 14        | Libera      |
| Irlanda       | 12         | 16        | Libera      |
| Monaco        | 12         | 16        | Libera      |
| Germania      | 14         | 17        | Libera      |
| Portogallo    | 14         | 17        | Libera      |
| San Marino    | 14         | 17        | Libera      |
| Austria       | 17         | 21        | Libera      |
| Regno Unito   | 17         | 21        | Libera      |
| Cipro         | 19         | 22        | Libera      |
| Malta         | 19         | 22        | Libera      |
| Francia       | 21         | 24        | Libera      |
| Spagna        | 21         | 24        | Libera      |
| Grecia        | 23         | 30        | Libera      |
| Italia        | 24         | 33        | Semi-Libera |
| Turchia       | 25         | 55        | Semi-Libera |

### Europa Centrale e Orientale, Ex-Unione Sovietica
| Nazione              | Classifica | Punteggio | Status      |
| -------------------- | ---------- | --------- | ----------- |
| Estonia              | 1          | 18        | Libera      |
| Rep. Ceca            | 2          | 19        | Libera      |
| Slovacchia           | 3          | 21        | Libera      |
| Lituania             | 4          | 23        | Libera      |
| Polonia              | 5          | 25        | Libera      |
| Slovenia             | 5          | 25        | Libera      |
| Lettonia             | 7          | 27        | Libera      |
| Montenegro           | 8          | 35        | Semi-Libera |
| Serbia               | 8          | 35        | Semi-Libera |
| Bulgaria             | 10         | 36        | Semi-Libera |
| Ungheria             | 10         | 36        | Semi-Libera |
| Croazia              | 12         | 40        | Semi-Libera |
| Romania              | 13         | 41        | Semi-Libera |
| Bosnia ed Erzegovina | 14         | 48        | Semi-Libera |
| Kosovo               | 15         | 49        | Semi-Libera |
| Albania              | 16         | 51        | Semi-Libera |
| Georgia              | 17         | 52        | Semi-Libera |
| Macedonia del Nord   | 18         | 54        | Semi-Libera |
| Moldavia             | 18         | 54        | Semi-Libera |
| Ucraina              | 20         | 59        | Semi-Libera |
| Armenia              | 21         | 65        | Non Libera  |
| Kirghizistan         | 22         | 69        | Non Libera  |
| Tagikistan           | 23         | 79        | Non Libera  |
| Azerbaigian          | 24         | 80        | Non Libera  |
| Russia               | 24         | 80        | Non Libera  |
| Kazakistan           | 26         | 81        | Non Libera  |
| Bielorussia          | 27         | 93        | Non Libera  |
| Uzbekistan           | 28         | 95        | Non Libera  |
| Turkmenistan         | 29         | 96        | Non Libera  |

### Asia-Pacifico
| Nazione            | Classifica | Punteggio | Status      |
| ------------------ | ---------- | --------- | ----------- |
| Palau              | 1          | 16        | Libera      |
| Isole Marshall     | 2          | 17        | Libera      |
| Nuova Zelanda      | 2          | 17        | Libera      |
| Australia          | 4          | 21        | Libera      |
| Micronesia         | 4          | 21        | Libera      |
| Giappone           | 6          | 22        | Libera      |
| Taiwan             | 7          | 25        | Libera      |
| Tuvalu             | 8          | 26        | Libera      |
| Vanuatu            | 8          | 26        | Libera      |
| Kiribati           | 10         | 27        | Libera      |
| Papua Nuova Guinea | 10         | 27        | Libera      |
| Nauru              | 12         | 28        | Libera      |
| Isole Salomone     | 12         | 28        | Libera      |
| Samoa              | 14         | 29        | Libera      |
| Tonga              | 14         | 29        | Libera      |
| Corea del Sud      | 16         | 32        | Semi-Libera |
| Hong Kong          | 17         | 33        | Semi-Libera |
| Timor Est          | 18         | 35        | Semi-Libera |
| India              | 19         | 37        | Semi-Libera |
| Mongolia           | 19         | 37        | Semi-Libera |
| Filippine          | 21         | 42        | Semi-Libera |
| Indonesia          | 22         | 49        | Semi-Libera |
| Maldive            | 23         | 51        | Semi-Libera |
| Bangladesh         | 24         | 52        | Semi-Libera |
| Nepal              | 25         | 55        | Semi-Libera |
| Bhutan             | 26         | 58        | Semi-Libera |
| Figi               | 26         | 58        | Semi-Libera |
| Thailandia         | 28         | 60        | Semi-Libera |
| Cambogia           | 29         | 63        | Non Libera  |
| Malaysia           | 29         | 63        | Non Libera  |
| Pakistan           | 29         | 63        | Non Libera  |
| Singapore          | 32         | 67        | Non Libera  |
| Sri Lanka          | 33         | 72        | Non Libera  |
| Afghanistan        | 34         | 74        | Non Libera  |
| Brunei             | 35         | 75        | Non Libera  |
| Laos               | 36         | 84        | Non Libera  |
| Vietnam            | 36         | 84        | Non Libera  |
| Birmania           | 38         | 85        | Non Libera  |
| Cina               | 38         | 85        | Non Libera  |
| Corea del Nord     | 40         | 97        | Non Libera  |

### Medio Oriente e Nord Africa
| Nazione             | Classifica | Punteggio | Status      |
| ------------------- | ---------- | --------- | ----------- |
| Israele             | 1          | 30        | Libera      |
| Libano              | 2          | 51        | Semi-Libera |
| Tunisia             | 2          | 51        | Semi-Libera |
| Egitto              | 4          | 57        | Semi-Libera |
| Kuwait              | 4          | 57        | Semi-Libera |
| Libia               | 6          | 60        | Semi-Libera |
| Algeria             | 7          | 62        | Non Libera  |
| Giordania           | 8          | 63        | Non Libera  |
| Qatar               | 9          | 67        | Non Libera  |
| Marocco             | 10         | 68        | Non Libera  |
| Iraq                | 11         | 69        | Non Libera  |
| Oman                | 12         | 71        | Non Libera  |
| Emirati Arabi Uniti | 13         | 72        | Non Libera  |
| Palestina           | 14         | 83        | Non Libera  |
| Yemen               | 14         | 83        | Non Libera  |
| Bahrein             | 16         | 84        | Non Libera  |
| Arabia Saudita      | 16         | 84        | Non Libera  |
| Siria               | 18         | 89        | Non Libera  |
| Iran                | 19         | 92        | Non Libera  |

### Africa Sub Sahariana
| Nazione             | Classifica | Punteggio | Status      |
| ------------------- | ---------- | --------- | ----------- |
| Mali                | 1          | 24        | Libera      |
| Capo Verde          | 2          | 27        | Libera      |
| Ghana               | 3          | 28        | Libera      |
| Mauritius           | 4          | 29        | Libera      |
| São Tomé e Príncipe | 4          | 29        | Libera      |
| Namibia             | 6          | 32        | Semi-Libera |
| Benin               | 7          | 34        | Semi-Libera |
| Sudafrica           | 7          | 34        | Semi-Libera |
| Botswana            | 9          | 40        | Semi-Libera |
| Burkina Faso        | 10         | 42        | Semi-Libera |
| Mozambico           | 11         | 43        | Semi-Libera |
| Comore              | 12         | 48        | Semi-Libera |
| Lesotho             | 13         | 49        | Semi-Libera |
| Niger               | 13         | 49        | Semi-Libera |
| Sierra Leone        | 13         | 49        | Semi-Libera |
| Tanzania            | 13         | 49        | Semi-Libera |
| Nigeria             | 17         | 50        | Semi-Libera |
| Kenya               | 18         | 52        | Semi-Libera |
| Mauritania          | 18         | 52        | Semi-Libera |
| Rep. del Congo      | 20         | 55        | Semi-Libera |
| Senegal             | 20         | 55        | Semi-Libera |
| Seychelles          | 22         | 56        | Semi-Libera |
| Guinea-Bissau       | 23         | 57        | Semi-Libera |
| Uganda              | 23         | 57        | Semi-Libera |
| Sudan del Sud       | 25         | 59        | Semi-Libera |
| Liberia             | 26         | 60        | Semi-Libera |
| Malawi              | 26         | 60        | Semi-Libera |
| Zambia              | 26         | 60        | Semi-Libera |
| Rep. Centrafricana  | 29         | 62        | Non Libera  |
| Guinea              | 29         | 62        | Non Libera  |
| Madagascar          | 31         | 63        | Non Libera  |
| Angola              | 32         | 67        | Non Libera  |
| Camerun             | 33         | 68        | Non Libera  |
| Togo                | 34         | 69        | Non Libera  |
| Costa d'Avorio      | 35         | 70        | Non Libera  |
| Gabon               | 35         | 70        | Non Libera  |
| Burundi             | 37         | 72        | Non Libera  |
| Gibuti              | 38         | 74        | Non Libera  |
| Ciad                | 39         | 75        | Non Libera  |
| eSwatini            | 40         | 76        | Non Libera  |
| Sudan               | 41         | 78        | Non Libera  |
| Zimbabwe            | 42         | 80        | Non Libera  |
| Etiopia             | 43         | 81        | Non Libera  |
| Gambia              | 43         | 81        | Non Libera  |
| Ruanda              | 45         | 82        | Non Libera  |
| RD del Congo        | 46         | 83        | Non Libera  |
| Somalia             | 47         | 84        | Non Libera  |
| Guinea Equatoriale  | 48         | 91        | Non Libera  |
| Eritrea             | 49         | 94        | Non Libera  |

## Tendenze di alcuni paesi d'Europa
La seguente tabella riporta i punteggi (da 0 a 100) e il conseguente status (da 0 a 30 libero in verde, da 31 a 60 semi-libero in giallo, da 61 a 100 non libero in viola) di alcuni paesi d'Europa dal 1993. L'anno si riferisce al periodo preso in esame.
| Paese       | 1993 | 1994 | 1995 | 1996 | 1997 | 1998 | 1999 | 2000 | 2001 | 2002 | 2003 | 2004 | 2005 | 2006 | 2007 | 2008 | 2009 | 2010 | 2011 | 2012 | 2013 | 2014 | 2015 |
| Francia     | 19   | 27   | 30   | 26   | 26   | 27   | 24   | 21   | 17   | 17   | 19   | 20   | 21   | 21   | 22   | 22   | 23   | 23   | 24   | 22   | 22   | 23   | 28   |
| Germania    | 11   | 18   | 21   | 11   | 11   | 13   | 13   | 13   | 15   | 15   | 16   | 16   | 16   | 16   | 16   | 16   | 17   | 17   | 17   | 17   | 17   | 18   | 20   |
| Grecia      | 30   | 26   | 29   | 27   | 30   | 30   | 30   | 30   | 30   | 28   | 28   | 28   | 28   | 25   | 27   | 29   | 29   | 30   | 30   | 41   | 46   | 51   | 48   |
| Italia      | 25   | 30   | 30   | 27   | 27   | 28   | 27   | 27   | 27   | 28   | 33   | 35   | 35   | 29   | 29   | 32   | 33   | 34   | 33   | 33   | 31   | 31   | 31   |
| Regno Unito | 24   | 22   | 22   | 22   | 21   | 20   | 20   | 17   | 18   | 18   | 19   | 18   | 19   | 19   | 18   | 19   | 19   | 19   | 21   | 21   | 23   | 24   | 25   |
| Spagna      | 14   | 23   | 17   | 19   | 17   | 21   | 18   | 20   | 17   | 16   | 19   | 22   | 21   | 22   | 23   | 24   | 24   | 23   | 24   | 27   | 28   | 28   | 28   |
| Svizzera    | 11   | 10   | 8    | 9    | 8    | 8    | 8    | 8    | 8    | 10   | 9    | 11   | 11   | 12   | 13   | 13   | 13   | 13   | 12   | 12   | 12   | 13   | 13   |
| Turchia     | 59   | 73   | 74   | 65   | 69   | 69   | 58   | 58   | 58   | 55   | 52   | 48   | 48   | 49   | 51   | 50   | 51   | 54   | 55   | 56   | 62   | 65   | 71   |